# 27 октября
27 октября — 300-й день года (301-й в високосные годы) по григорианскому календарю.
До конца года остаётся 65 дней.
До 15 октября 1582 года — 27 октября по юлианскому календарю, с 15 октября 1582 года — 27 октября по григорианскому календарю.
В XX и XXI веках соответствует 14 октября по юлианскому календарю.

## Праздники и памятные дни

### Международные
- ЮНЕСКО — Всемирный день аудиовизуального наследия[2].

### Национальные
- Алжир — День посадки деревьев.
- Украина — День украинской письменности и языка.

### Религиозные
Православие
 — Память мучеников Назария, Келсия, Гервасия, Протасия (54-68 годы);
 — память преподобной Параскевы-Петки Сербской (XI век);
 — память священномученика Михаила Лекторского, пресвитера (1921 год);
 — память священномученика Петра Лебедева, пресвитера (1937 год);
 — память преподобномученика Максимилиана (Марченко), игумена (1938 год);
 — память преподобного Николы Святоши, князя Черниговского, Печерского чудотворца, в Ближних пещерах (1143 год);
 — память мученика Сильвана, пресвитера Газского (IV век);
 — память священноисповедника Амвросия (Полянского), епископа Каменец-Подольского (1932 год);
 — празднование Яхромской иконы Божьей Матери (XV век).

## События

### До XIX века
- 1553 — в Женеве протестантами сожжён Мигель Сервет — мыслитель, теолог, естествоиспытатель и врач.
- 1644 — в ходе Английской гражданской войны произошла Вторая битва при Ньюбери[англ.].
- 1645 — инфант Теодозью де Браганса, принимает титул Принц Бразилии, специально созданный для него королём Жуаном IV, став первым носителем этого титула.

### XIX век
- 1806 — спустя 13 дней после победы при Йене и Ауэрштедте (два сражения состоялись одновременно 14 октября) Наполеон I триумфально вошёл в Берлин.
- 1807 — Мануэль Годой и Наполеон I подписывают договор в Фонтенбло, который позволял французам ввести свои войска в Испанию, чтобы совместно атаковать Португалию.
- 1808 — в ходе Русско-шведской войны произошло сражение при Иденсальми, закончившееся победой шведских войск.
- 1810 — США аннексировали бывшую испанскую колонию Западная Флорида.
- 1870 — осада Меца в ходе Франко-прусской войны закончилась полной капитуляцией французов.
- 1873 — американец Джозеф Глидден патентует колючую проволоку.

### XX век
- 1901
  - В Москве впервые полностью исполнен второй концерт для фортепиано с оркестром Сергея Рахманинова.
  - В Париже, ограбив магазин, налётчики впервые скрываются на автомобиле.
- 1904 — открыт Нью-Йоркский метрополитен.
- 1905 — на Балтийском заводе заложен броненосец «Император Павел I».
- 1906 — Ограбление в Фонарном переулке.
- 1918 — основан Иркутский государственный университет.
- 1922 — в Италии начался марш на Рим.
- 1927 — в Москве открыт Центральный театр рабочей молодёжи, впоследствии преобразованный в «Ленком».
- 1939 — части литовской армии вошли в Вильно, переданное Литве по Договору о взаимопомощи между Литвой и Советским Союзом.
- 1943 — началась битва за острова Трежери.
- 1944 — освобождение города Ужгорода от немецких и венгерских войск.
- 1959 — в массовой печати впервые опубликовано изображение обратной стороны Луны, полученное АМС «Луна-3», оно появилось в газете «Правда» и в других советских изданиях[6].
- 1962 — Карибский кризис: разведывательный самолёт U-2 ВВС США сбит над Кубой советской зенитной ракетой; пилот майор Рудольф Андерсон погиб. Принято считать, что «Чёрная суббота», 27 октября 1962 — день, когда мир был ближе всего к глобальной ядерной войне.
- 1971 — Демократическая Республика Конго стала называться Заиром.
- 1981 — Советская дизель-электрическая подводная лодка С-363, бортовой номер 137, села на мель в территориальных водах Швеции.
- 1982 — КНР объявила, что численность населения страны превысила миллиард.
- 1984 — введена в действие Байкало-Амурская магистраль.
- 1990 — Аскар Акаев избран президентом Киргизской ССР.
- 1991
  - Джохар Дудаев избран президентом самопровозглашённой Чеченской Республики Ичкерия.
  - Туркменистан провозгласил свою независимость.
- 1994 — в Москве при обезвреживании взрывного устройства на основе мины МОН-50 с часовым механизмом у магазина «Контур-Авто» на шоссе Энтузиастов, 27, погиб подполковник ФСК Михаил Чеканов. После этой трагедии взрывотехники стали применять для разминирования роботы-манипуляторы ирландского производства «Хобо».
- 1999 — бойня в армянском парламенте.

### XXI век
- 2007 — в Санкт-Петербурге началась первая Вики-конференция русской Википедии.
- 2008 — в Швейцарии открыта первая в стране линия метрополитена Лозанны.
- 2017 — Каталония провозгласила независимость от Испании.

## Родились

### До XIX века
- 1728 — Джеймс Кук (убит в 1779), английский мореплаватель, картограф и первооткрыватель.
- 1745 — Максим Березовский (ум. 1777), русский композитор.
- 1759 — Якоб II Бернулли (ум. 1789), швейцарский учёный-механик.
- 1762 — граф Гийсберт Карл ван Гогендорп (ум. 1834), голландский судья, дипломат и государственный деятель.
- 1782 — Никколо Паганини (ум. 1840), итальянский скрипач-виртуоз, гитарист, композитор.

### XIX век
- 1811 — Айзек Зингер (ум. 1875), американский изобретатель и промышленник, основатель компании «Зингер».
- 1842 — Джованни Джолитти (ум. 1928), итальянский политик, 5-кратный премьер-министр Италии.
- 1852 — Николай Алексеев (ум. 1893), русский предприниматель и благотворитель, градоначальник Москвы (1885—1893).
- 1854 — Микша Дери (ум. 1938), венгерский инженер-электрик, изобретатель, один из разработчиков трансформатора.
- 1855 — Иван Владимирович Мичурин (ум. 1935), русский советский учёный-биолог и селекционер, академик.
- 1858 — Теодор Рузвельт (ум. 1919), 26-й президент США (1901—1909).
- 1871 — Вацлав Воровский (убит в 1923), российский революционер, публицист, литературный критик, один из первых советских дипломатов.
- 1883 — Миколас Вайткус (ум. 1973), литовский поэт и драматург, католический священник.
- 1886 — Роберт Фальк (ум. 1958), российский и советский живописец, член «Бубнового валета».
- 1891 — Пауль Грюнингер (ум. 1972), швейцарский полицейский, праведник народов мира.
- 1892 — Соломон Юдовин (ум. 1954), белорусско-еврейский и советский художник-график, этнограф.
- 1898 — Зинаида Ермольева (ум. 1974), микробиолог, эпидемиолог, академик АМН СССР, создательница антибиотиков.
- 1899
  - Николай Доллежаль (ум. 2000), советский учёный-энергетик, конструктор ядерных реакторов, академик АН СССР.
  - Михаил Жаров (ум. 1981), актёр театра и кино, народный артист СССР.
- 1900 — Лидия Русланова (ум. 1973), эстрадная певица (контральто), заслуженная артистка РСФСР.

### XX век
- 1901 — Александр Чак (настоящая фамилия Чадарайнис; ум. 1950), латышский советский писатель и поэт.
- 1902 — Владислав Хрустицкий (ум. 1944), советский военный, Герой Советского Союза.
- 1908 — Андрей Алдан-Семёнов (ум. 1985), советский писатель.
- 1909 — Даниил Сагал (ум. 2002), актёр театра и кино, народный артист РСФСР.
- 1914 — Дилан Томас (ум. 1953), валлийский поэт, прозаик, драматург, публицист.
- 1919 — Елена Ржевская (наст. фамилия Каган; ум. 2017), советская и российская писательница.
- 1922 — Мишель Галабрю (ум. 2016), французский актёр театра и кино, лауреат премии «Сезар».
- 1923 — Рой Лихтенштейн (ум. 1997), американский художник, представитель поп-арта.
- 1924
  - Ален Бомбар (ум. 2005), французский врач и путешественник, в 1952 г. за 65 дней в одиночку на надувной лодке перешедший Атлантический океан.
  - Майя Туровская (ум. 2019), советский и российский театровед, кинокритик, историк кино, сценарист, культуролог.
- 1925 — Генрих Новожилов (ум. 2019), советский и российский авиаконструктор, академик АН СССР и РАН.
- 1927 — Александр Серый (ум. 1987), советский кинорежиссёр и сценарист.
- 1932 — Сильвия Плат (ум. 1963), американская поэтесса, писательница, лауреат Пулитцеровской премии (посмертно).
- 1933 — Владимир Земляникин (ум. 2016), актёр театра и кино, заслуженный артист России.
- 1938 — Наталия Рязанцева, советский и российский сценарист, кинодраматург.
- 1939 — Джон Клиз, английский актёр, участник комик-группы «Монти Пайтон», обладатель премий BAFTA и «Эмми».
- 1944 — Николай Караченцов (ум. 2018), актёр театра и кино, певец, народный артист РСФСР.
- 1946 — Айван Райтман (ум. 2022), канадский кинорежиссёр и продюсер.
- 1951 — Кеннет Даунинг, британский гитарист и композитор, бывший участник метал-группы «Judas Priest».
- 1952
  - Роберто Бениньи, итальянский актёр, режиссёр, сценарист, продюсер, лауреат премии «Оскар» и др. наград.
  - Фрэнсис Фукуяма, американский философ, политический экономист и писатель.
- 1955 — Виктор Гусев, российский телеведущий, спортивный комментатор.
- 1958 — Саймон Ле Бон, британский певец, музыкант и автор песен, вокалист группы «Duran Duran».
- 1959 — Александр Грановский, советский и российский рок-музыкант (бас-гитарист), один из основателей групп «Ария» и «Мастер».
- 1961 — Игорь Бутман, советский и российский джазовый музыкант, саксофонист, народный артист РФ.
- 1965 — Олег Котов, российский космонавт № 100.
- 1966 — Марко Перкович (псевдоним Томпсон), хорватский рок-певец и музыкант.
- 1970 — Аттила Дорн, немецкий певец, ведущий вокалист группы Powerwolf.
- 1971 — Теодорос Загоракис, греческий футболист, капитан национальной сборной на победном чемпионате Европы 2004 года.
- 1972
  - Мария Мутола, мозамбикская бегунья, олимпийская чемпионка на дистанции 800 м (2000), многократная чемпионка мира.
  - Элисса, ливанская певица.
- 1978 — Ванесса Мэй, британская скрипачка и композитор.
- 1981
  - Енни Дальман, финская фотомодель.
  - Волкан Демирель, турецкий футболист, вратарь.
- 1983 — Артур Смольянинов, российский актёр театра и кино.
- 1988 — Брейди Эллисон, американский стрелок из лука, трёхкратный призёр Олимпийских игр.
- 1990 — Семи Кунатани, фиджийский регбист, олимпийский чемпион по регби-7 (2016).
- 1998 — Дайо Упамекано, французский футболист, вице-чемпион мира (2022).

## Скончались

### До XX века
- 1439 — Альберт II (р. 1397), герцог Австрии (с 1404), король Чехии, Венгрии (с 1437) и Германии (с 1438).
- 1449 — Мухаммед Тарагай Улугбек (р. 1394), тюркский астроном и математик.
- 1505 — Иоанн III Васильевич (р. 1440), великий князь Московский, государь всея Руси (1462—1505).
- 1553 — Мигель Сервет (р. 1509), испанский мыслитель, врач, учёный.
- 1675 — Жиль Роберваль (р. 1602), французский математик, астроном и физик.
- 1700 — Адриан (р. 1637), патриарх Московский и всея Руси (1690—1700).
- 1767
  - Бурхард Кристоф Миних (р. 1683), российский генерал-фельдмаршал немецкого происхождения.
  - князь Никита Трубецкой (р. 1699), российский военный и государственный деятель.
- 1848 — Александр Варламов (р. 1801), русский композитор, автор романсов.

### XX век
- 1913 — Порфирий Бахметьев (р. 1860), русский физик и биолог-экспериментатор.
- 1915 — Владимир Тихомиров (р. 1841), русский учёный-биолог и фармацевт, профессор Московского университета.
- 1918 — казнён Александр Протопопов (р. 1866), российский политик, крупный помещик и промышленник.
- 1941 — погиб Виктор Талалихин (р. 1918), советский военный лётчик, Герой Советского Союза.
- 1947 — Фанни Луукконен (р. 1882), глава финской женской военизированной организации «Лотта Свярд».
- 1949 — Борис Добронравов (р. 1896), актёр, мастер художественного слова, народный артист СССР.
- 1956 — Пётр Митурич (р. 1887), русский советский художник-график, член объединения «Мир искусства».
- 1958 — Сергей Радлов (р. 1892), театральный режиссёр, заслуженный деятель искусств РСФСР.
- 1964 — Вилли Бредель (р. 1901), немецкий писатель.
- 1969 — Джорджо Щербаненко (р. 1911), итальянский писатель.
- 1974 — Людмила Павличенко (р. 1916), самая успешная женщина-снайпер в мировой истории, Герой Советского Союза.
- 1975 — Рекс Стаут (р. 1886), американский писатель, автор детективных романов.
- 1977 — Джеймс Кейн (р. 1892), американский писатель.
- 1980 — Джон Ван Флек (р. 1899), американский физик, лауреат Нобелевской премии (1977).
- 1982 — Валерио Дзурлини (р. 1926), итальянский кинорежиссёр, сценарист.
- 1990
  - Жак Деми (р. 1931), французский кинорежиссёр.
  - Уго Тоньяцци (р. 1922), итальянский актёр и кинорежиссёр.
- 1991 — Пейке Кох (р. 1901), нидерландский художник.
- 1999 — Рафаэль Альберти (р. 1902), испанский поэт и драматург.

### XXI век
- 2002 — Сергей Крутиков (р. 1970), советский и российский певец, рэп-исполнитель, автор песен.
- 2006 — Юрий Алтухов (р. 1936), советский и российский учёный-генетик.
- 2011 — Сергей Говорухин (р. 1961), российский кинорежиссёр и писатель, сын Станислава Говорухина.
- 2013 — Лу Рид (р. 1942), американский гитарист, певец, автор песен, лидер рок-группы «The Velvet Underground».
- 2016 — Владимир Земляникин (р. 1933), актёр театра и кино, заслуженный артист России.
- 2019 — Абу Бакр аль-Багдади (р. 1971), лидер Исламского государства.
- 2023
  - Ли Кэцян (р. 1955), китайский государственный и политический деятель, член Постоянного комитета Политбюро ЦК КПК (2007—2022). Премьер Государственного совета КНР (2013 — 2023).
  - Виктор Маматов (р. 1937), советский биатлонист, двукратный олимпийский чемпион (1968, 1972) четырёхкратный чемпион мира, тренер, спортивный функционер. Судья международной категории, Заслуженный мастер спорта СССР (1967), Заслуженный тренер СССР (1984).

## Приметы
Параскева Грязниха. Прасковья Грязниха (Порошиха, Трепальница, Льняница, Льяниха). Параскева Пятница.
- Параскева считается покровительницей женской зимней работы, в первую очередь пряжи.
- На Грязнуху не бывает сухо.
- Если на Параскеву-грязниху грязь на дорогах, то до наступления зимы остаётся четыре недели[7].
- Если грязь велика и лошадиное копыто заливается водой, то выпавший снег сразу установится.
- С Грязнихи ни колесом, ни полозом путь не одолеть.